# Xmas
Xmas 또는 X-mas는 크리스마스라는 단어의 일반적인 준말이다. 엑스머스(/ˈɛksməs/)로 발음되는 경우도 있지만 Xmas, 그리고 Xtemass 등의 변형은 일반적인 발음 크럭스머스(/ˈkrəksməs/)에 대한 손글씨 약어에서 유래되었다. 'X'는 그리스어 Christos(그리스어: Χριστός, 음역. Khristós, 의미: "기름부음받은, 기름으로 덮힌")의 첫 글자인 그리스 문자 Chi에서 유래되었으며, 영어로는 Christ가 되었다. 접미사 -mas는 라틴어에서 파생된 고대 영어 단어인 Mass에서 유래되었다.
Xmas라는 단어가 "크리스마스"에서 "그리스도"를 빼냄으로써 크리스마스의 종교적 전통을 덜 강조하려는 세속화 경향에서 유래했다는 일반적인 오해가 있다. 그럼에도 불구하고 이 용어의 사용은 16세기로 거슬러 올라가며 로마 카톨릭교회, 동방 정교회, 잉글랜드 국교회 및 성공회 전례에서 다양한 형태의 키 로 모노그램을 사용하는 것과 일치한다. 영어에서 "X"는 1100년에 "Christ"에 대한 서사적 약어로 처음 사용되었다. "X'temmas"는 1551년에, "Xmas"는 1721년에 입증되었다.

## 스타일 가이드와 에티켓
"Xmas"라는 용어는 현대 스타일 가이드에서 일부에 의해 더 이상 사용되지 않는 것으로 간주된다. 여기에는 뉴욕 타임스, 뉴욕 타임스 스타일 및 사용 설명서, 더 타임스, 가디언, BBC 등이 포함된다. 1948년 보그의 에티켓 책(Vogue's Book of Etiquette)에서 밀리센트 펜윅(Millicent Fenwick)은 "'Xmas'는 인사말 카드에서 절대 사용해서는 안 된다"고 명시했다. 캠브리지 호주 영어 사용 가이드(The Cambridge Guide to Australian English Usage)는 이 철자를 비공식적으로 간주하며, 헤드라인이나 인사말 카드처럼 간결함이 요구되는 맥락에 제한적으로 사용해야 한다고 말한다. 기독교 작가의 스타일 가이드(The Christian Writer's Manual of Style)는 과거에 "Xmas"가 고대적이고 존중받는 용어로 사용된 것을 인정하면서도, 이 철자는 공식적인 글쓰기에서는 절대 사용해서는 안 된다고 명시한다.

## 같이 보기
- 크리스토그램
- 라바룸
- 신약 속 예수의 이름과 호칭
- 결정